# 鵡川インターチェンジ
鵡川インターチェンジ（むかわインターチェンジ）は、北海道勇払郡むかわ町田浦にある日高自動車道のインターチェンジ。

## 歴史
- 2003年（平成15年）8月10日：厚真IC - 鵡川IC間（厚真門別道路）が開通[2]。
- 2006年（平成18年）3月19日：鵡川IC - 日高富川IC間（厚真門別道路）が開通[3]。

## 周辺
- 北海道鵡川高等学校
- 鵡川駅（JR北海道・日高本線）
- むかわ町鵡川厚生病院
- むかわ町役場
- 道の駅むかわ四季の館
- むかわ特産物直売所 ぽぽんた市場

## 接続する道路
- 直接接続
  - 北海道道10号千歳鵡川線

- 間接接続
  - 国道235号（一般道路）

## 隣
E63 日高自動車道（厚真門別道路）
(4) 厚真IC - (5) 鵡川IC - (6) 日高富川IC